# Echium wildpretii
El tajinaste rojo (Echium wildpretii) es una especie de planta arbustiva perteneciente a la familia Boraginaceae originaria de la Macaronesia.

## Descripción

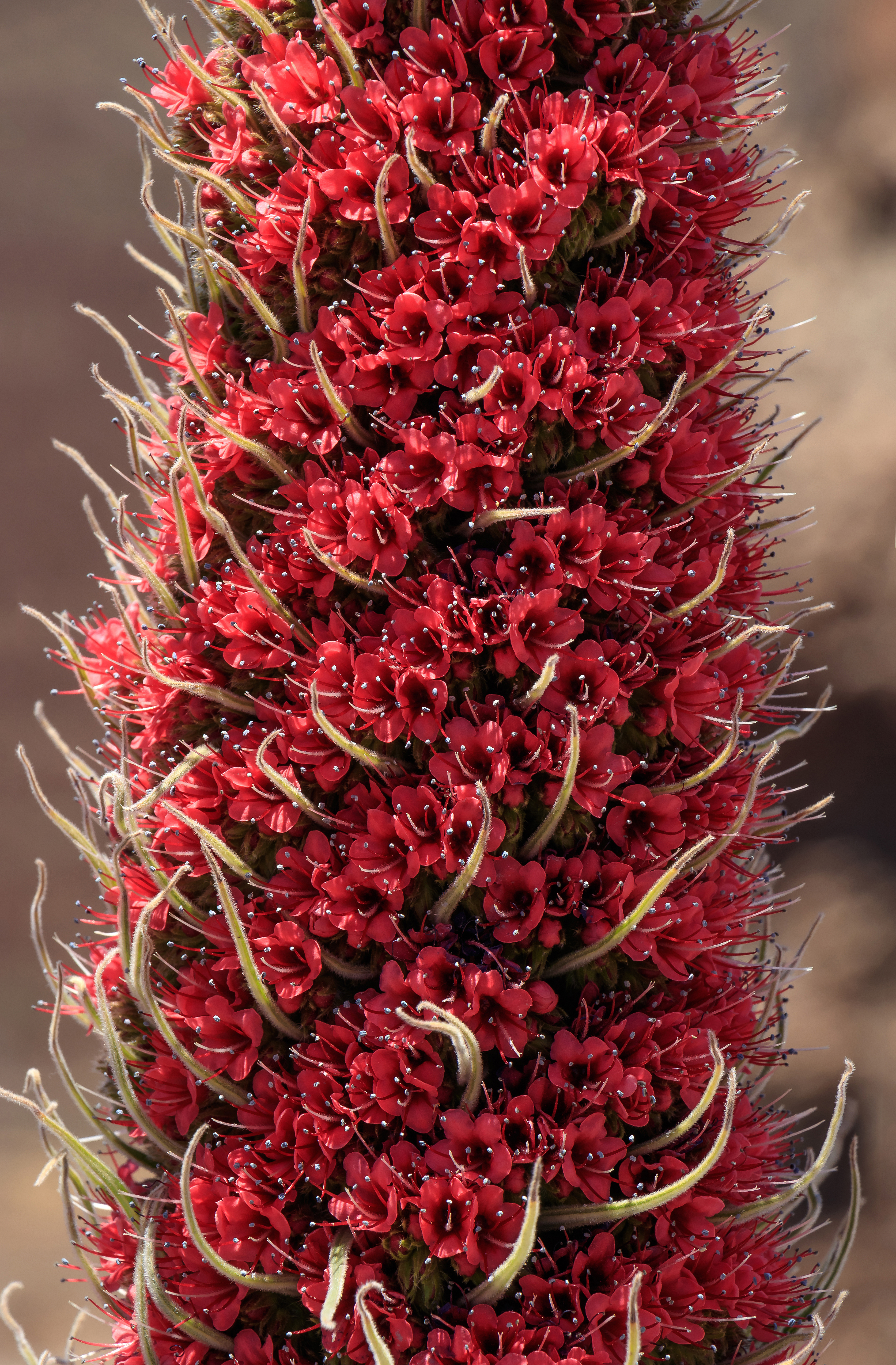
Detalle de las corolas florales.

Planta bienal que produce una densa roseta de hojas durante el primer año; estas últimas son persistentes, de forma linear-lanceolada, de 30 por 2 cm, y más espesas en su base. Se vuelven más cortas a lo largo del tallo. Las flores, de color rojo coral —la subespecie E. wildpretii trichosiphon, endémica de las zonas altas de La Caldera de Taburiente en la isla canaria de La Palma , tiene la corola rosa-violáceas/azuladas— aparecen en el segundo año, formando una inflorescencia erecta de 1 a 3 m de altura. Se vuelven azules con el tiempo, fenómeno habitual en la subfamilia Boraginoideae. Los frutos son núculas monospermas, ovoides, apiculadas e irregularmente tuberculadas.

## Distribución y hábitat
Es una planta herbácea bienal endémica de las islas Canarias, concretamente de La Palma (E. w. trichosiphon) y de Tenerife (E. w. wildpretii), dentro del recinto del parque nacional de Las Cañadas del Teide, siendo también frecuente en el sureste: Vilaflor y en los Altos de Arafo y Arico.
La especie se encuentra también traslocada en las islas de El Hierro y Gran Canaria, donde ha escapado del cultivo como planta ornamental.

## Taxonomía
Echium wildpretii fue descrita por Henry Harold Welch Pearson atribuyéndola a Joseph Dalton Hooker, siendo publicada en Botanical Magazine en 1902.
Etimología
- Echium: nombre genérico que deriva del griego echion, derivado de echis que significa víbora, por la forma triangular de las semillas que recuerda vagamente a la cabeza de una víbora.[4]

- wildpretii: epíteto en honor de Hermann Wildpret, horticultor suizo residente en La Orotava que acompañó a Ernst Haeckel en su ascensión al Teide en 1867.[5]

Taxones infraespecíficos
- Echium wildpretii subsp. trichosiphon (Svent.) Bramwell (sinónimos: Echium bourgaeanum var. trichosiphon Svent., Echium coeleste Stapf, Echium trichosyphon)[6]

Sinonimia
- Echium bourgeauanum Webb ex Coincy
- Echium perezii Sprague
- Echium wildpretii subsp. wildpretii Pearson ex Hook.f.[7]

## Importancia económica y cultural
Planta de uso en jardinería.
Es una de las principales plantas utilizadas en Tenerife por las abejas para la producción de miel, por la gran riqueza de polen y néctar de sus flores.

## Estado de conservación
Se encuentra protegida por la Orden de 20 de febrero de 1991 sobre protección de especies de la flora vascular silvestre de la comunidad autónoma de Canarias, incluyéndose en su Anexo II.

## Nombres comunes
Conocida en Tenerife como tajinaste rojo, por el color de sus flores, y como tajinaste del Teide o de Las Cañadas, por la zona donde crece. Además es denominado también como orgullo de Tenerife por la espectacularidad de su floración.